# 浦友梧
浦友梧（？—？），江苏省嘉定县嘉定镇（今属上海市）人，中国政治人物，中央文史研究馆馆员。

## 家庭
妻子黄庵岫，子女浦洁修、浦通修、浦安修、浦熙修。